# ユレス・オッテンスタディオン
ユレス・オッテンスタディオン（Jules Ottenstadion）は、ベルギーオースト＝フランデレン州ヘントにある多目的スタジアム。2013年まではKAAヘントのホームスタジアムであった。

## 概要
1920年完成のスタジアムで収容人数は12,919人。2013年にKAAヘントは、新たに建設されたゲラムコ・アレナへホームスタジアムを移転した。